# Битка за Аизу

Битка за Аизу (Јапански:会津戦争) била је једна од војних сукоба у Јапану између царске војске и војске шогуната током Бошин рата. Одиграла се у јесен 1868. године, а победу су извојевале снаге цара Меиџија.

## О бици
Округ Аизу је уживао репутацију места које је имало велику културу у борилачким и војним вештинама. Као један од већих округа увек је био на располагању са барем 5000 људи спремних за борбу. Због тога је овај округ шогунат увек задуживао да брани северне делове земље али је био доступан и за сваки вид опасности коју би земљу могао да прати. Аизу је био присутан и при доласку адмирала Метју Перија (у обезбеђивању луке у Еду) али и у Првом походу на Чошу. Увек спремна на наређења феудалне владе остала је до краја верна шогуну, чак и у унапред изгубљеном Бошин рату.
Током мандата девете генерације феудалног лорда Мацудаире Катаморија, округ шаље велику трупу војника за Кјото, али након стварања Сатчо алијансе, округ Сацума, некада савезник а сада непријатељ мења ток војевања током Другог похода на Чошу па шогунат почиње полако да губи власт.
Након што је шогун Токугава Јошинобу дао оставку, бављење државом и политиком преузима уједињене области Сацума и Чошу које одмах захтевају казну за Катаморија и округ Аизу описујући их „непријатељем царског двора“.
Током новонасталог Бошин рата Аизу се бори уз снаге „Северне алијансе“ (окрузи Муцу, Дева и Ечига), али после битке код Бонари прелаза коју губе под вођством Отори Кеисукеа, Аизу остаје сам у борби.
Округ Аизу стационира своје војне снаге у Цуруга замку који врло брзо бива опкољен. Опсада овог замка трајаће месец дана.
Засебна јединица „Бјакотаи“ (у преводу јединица белих тигрова) која се састојала од младих самураја, још у својим тинејџерским годинама, остали су познати у историји као јединица која је у овој бици извршила ритуално самоубиство, сепуку, надгледајући замак са планине Имори. Грешком заменивши дим са другог објекта за дим из замка помислили су да је њихова војска пала, па су сви осим једног дечака под именом Инума Садакичи који је био неуспешан у самоубиству, умрли. Садакичи је пренео причу о својим пријатељима а њихово жртвовање (што због година, што због самог чина) је имало великог одјека међу Јапанцима.
Остаци Шинсенгумија, полицијске јединице која је била под надзором округа Аизу, док је обављала дужност у Кјоту, била је такође присутна у борби под командом Саито Хаџимеа.
Након месец дана опсаде округ Аизу је посредством комшијског округа Јонезаве коначно пристао да се преда. Убрзо затим Мацудаира Катамори и његов син Нобунори, заједно са још неким вођама округа долазе пред команданте непријатељске војске и нуде своју безусловну предају. Самурајска популација округа одлази у затвор а округ Аизу који постоји још од 17. века, престаје да постоји.
- Спаљени замак Ширакава-Комине током битке за Аизу.
- Оштећени замак Аизу-Вакамацу одмах након битке за Аизу.
- Репродукција Аизу топова током Бошин рата.
- Бјакотаи ратници
- Приказ изгледа младих Аизу ратника током Бошин рата.